# Basket-ball aux Jeux africains de 1999
Navigation
Édition précédente Édition suivante
Les épreuves de basket-ball aux Jeux africains de 1999 ont eu lieu à Johannesbourg, en Afrique du Sud, du 11 au 18 septembre 1999. Deux tournois étaient au programme, un féminin et un masculin.
Le tournoi masculin a connu un incident lors d'un match entre l'Angola et l'Égypte, une mêlée à la fin du match a obligé les joueurs égyptiens à se faire escorter par la police sud-africaine

## Médaillés
| Épreuve | Or      | Argent                           | Bronze  |
| ------- | ------- | -------------------------------- | ------- |
| Hommes  | Égypte  | Angola                           | Nigeria |
| Femmes  | Sénégal | République démocratique du Congo | Nigeria |

## Tableau des médailles
| Rang  | Nation                           | Or | Argent | Bronze | Total |
| ----- | -------------------------------- | -- | ------ | ------ | ----- |
| 1     | Égypte                           | 1  | 0      | 0      | 1     |
| 1     | Sénégal                          | 1  | 0      | 0      | 1     |
| 3     | Angola                           | 0  | 1      | 0      | 1     |
| 3     | République démocratique du Congo | 0  | 1      | 0      | 1     |
| 5     | Nigeria                          | 0  | 0      | 2      | 2     |
| Total | Total                            | 2  | 2      | 2      | 6     |

## Classement final

### Hommes
| Place              | Équipe         |
| ------------------ | -------------- |
| Médaille d'or      | Égypte         |
| Médaille d'argent  | Angola         |
| Médaille de bronze | Nigeria        |
| 4                  | Cameroun       |
| 5                  | Sénégal        |
| 6                  | Afrique du Sud |

### Femmes
| Place              | Équipe                           |
| ------------------ | -------------------------------- |
| Médaille d'or      | Sénégal                          |
| Médaille d'argent  | République démocratique du Congo |
| Médaille de bronze | Nigeria                          |
| 4                  | Tunisie                          |
| 5                  | Mozambique                       |
| 6                  | Afrique du Sud                   |